# Nordiska armaturfabrikerna
Nordiska armaturfabrikerna (NAF), är ett svenskt företag verksamt i Linköping som tillverkar ventiler till olika rörsystem.

## Historia
Företaget bildades 1918 genom sammanslagning av Carl Holmbergs armaturfabrik i Lund, Åtvidabergs armaturfabrik, Kungsörs armaturfabrik, Perforeringsfabriken i Storvik och Manometerfabriken i Stockholm samt fabriksverksamhet i Råå. Man tillverkade såväl armatur för ångpannor, gas-, vatten-, och värmeanläggningar, syrafast armatur, manometrar, vakuummetrar och termometrar för industriellt bruk och järnvägsbromsar, så kallade Kunze-Knorr-Bremse, oljeeldningsapparater med mera. 
Man bildade 1930 Svenska hammar AB för exploatering av Weinafhammaren. Bolaget köpte senare upp Linköpings armatur- och metallfabriks AB och Svenska armatur AB i Stockholm och överflyttade huvuddelen av verksamheten till Linköping. Bolaget kallades även Nordarmatur.
Nordiska armaturfabrikerna köpte 1958 Färe Armaturfabrik (Färekoncernen) i Sibbhult, som hade cirka 500 anställda och som hade verksamheter i Lönsboda och Osby och fick avläggare i Broby och Glimåkra. 1968 köptes Nordiska armaturfabrikerna av Saab. En tid före 1994 ingick NAF i Trelleborg AB, innan företaget såldes till brittiska Siebe plc, och uppgick med detta företag 1999 i industrikonglomeratet Invensys Group.
NAF tillverkar styrenheter, manöverdon och ventiler för kontroll och drift inom pappers- och massaindustrier. År 1904 levererade företaget sina första ventiler i rostfritt stål för processindustrin och 1933 presenterade man världens första kulventil. År 1969 togs produktionen av rödgods och mässing över av Nävekvarns bruk. År 2000 såldes NAF Broms AB till Knorr-Bremse. År 2002 förvärvades NAF av Flowserve Corporation.